# Elisabeth Hevelius
Elżbieta Katarzyna Koopman cgt Hevelius (1647 – 1693) è stata un'astronoma polacca, conosciuta con il nome latinizzato di Elisabeth Hevelius; seconda moglie di Johannes Hevelius è considerata una delle prime donne a praticare tale disciplina scientifica.

## Biografia
Elżbieta Koopman, nata nell'allora confederazione polacco-lituana, proveniva da una ricca famiglia di mercanti di Danzica, i Koopman, noti in tedesco anche come Kaufmann (che in tale lingua significa proprio "mercante"). Alla morte del marito, diede alle stampe i volumi Prodromus astronomiae e Firmamentum Sobiescianum sive Uranometria, rispettivamente un catalogo di 1564 stelle ed un atlante celeste in 56 tavole. Le è stato dedicato un asteroide denominato 12625 Koopman ed il cratere Corpman su Venere.